# ستيفن ر. وايز
ستيفن ر. وايز (بالإنجليزية: Stephen R. Wise)‏ هو سياسي أمريكي، ولد في 11 ديسمبر 1941 في كانتون في الولايات المتحدة. حزبياً، نشط في الحزب الجمهوري. وقد انتخب عضو مجلس ولاية فلوريدا وانتخب عضو مجلس نواب فلوريدا.